# Вафли

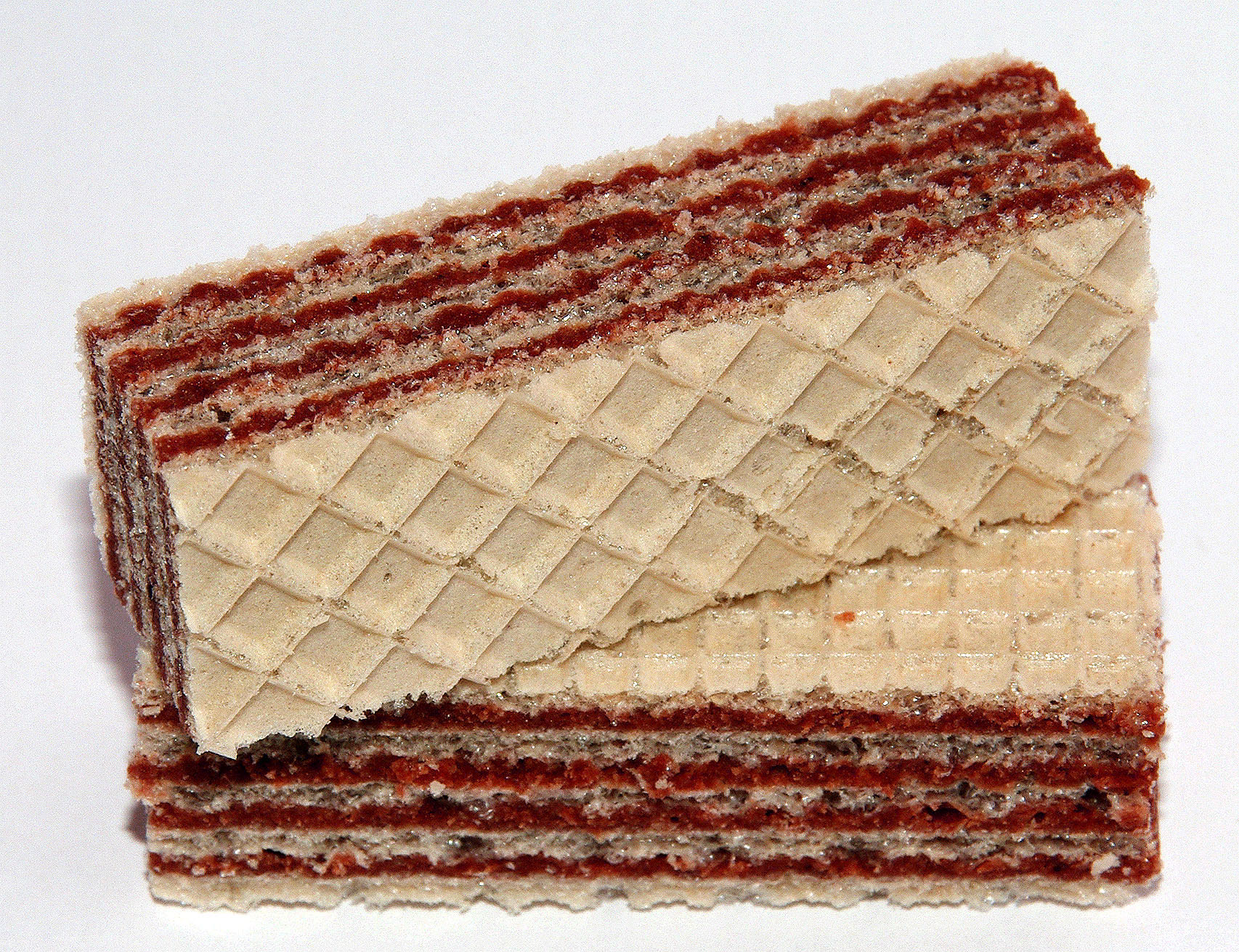
Вафли с фруктовой начинкой

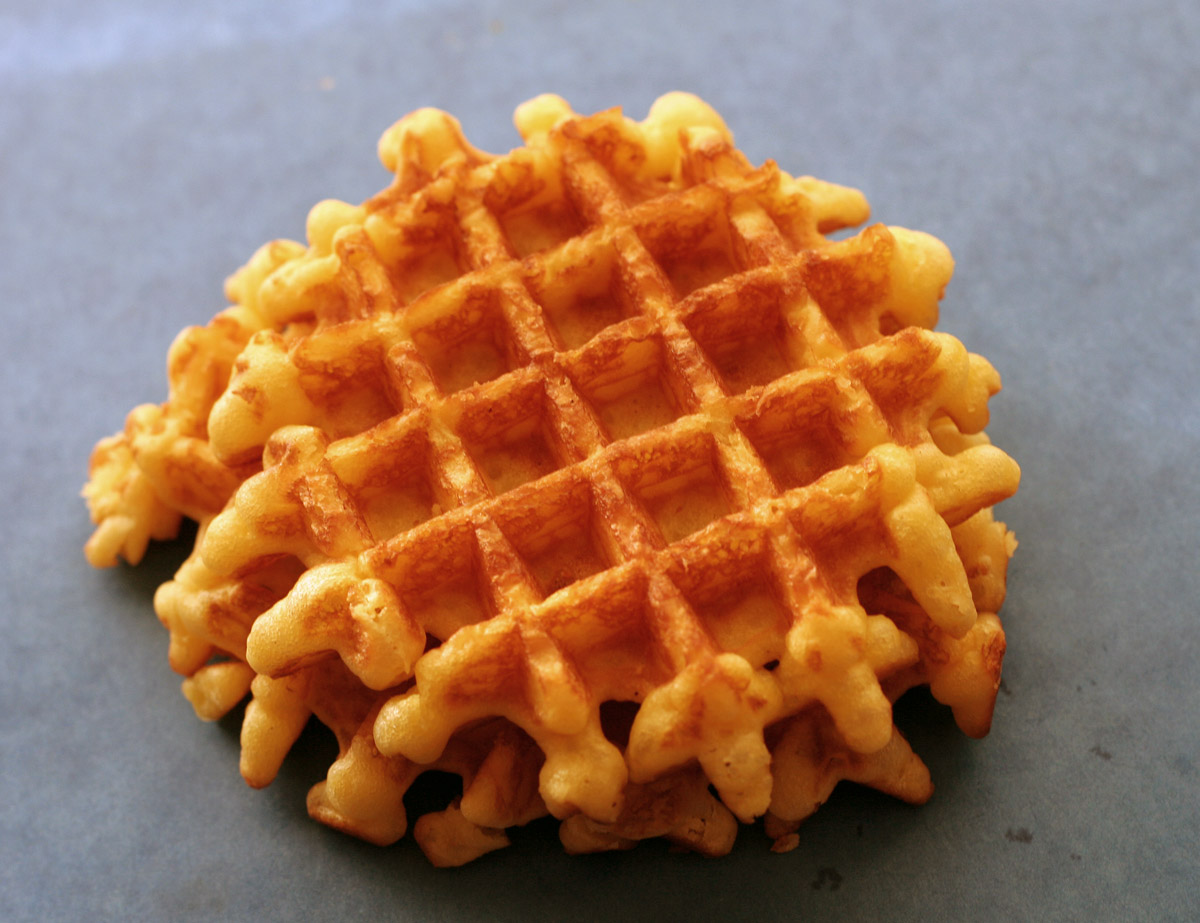
Печенье Льежские вафли

Ва́фли (от нем. Waffel < нов.-в.-нем. Wabe — сота, ячейка) — вид кондитерского изделия с характерным решётчатым рельефом поверхности, выпекаемого в специальных формах-вафельницах.
Также вафлями обычно называют кондитерские изделия из нескольких слоёв тонких, сухих и пористых вафельных листов с сетчатым рисунком, выпеченных промышленными способом из жидкого теста, с прослойками из жировой (крема) или фруктовой начинки.

## Описание
Своё название вафли получили от средненижненемецкого слова «wâfel». Датская форма «wafel» в XVIII веке изменилась в waffle и в таком виде вошла в русский язык. Надо учитывать, что сухие тонкие хрустящие вафли (по своей сути галетные), привычные жителям постсоветского пространства, кардинально отличаются от мягких сдобных и бисквитных вафель, которые известны в Европе и Америке.
Кусочки вафель часто смазывают кремом между собой. Может использоваться мороженое или ягоды. Для прослойки используются жировые, фруктово-ягодные, пралиновые, помадные и другие начинки.
Могут использоваться в качестве основы для других кондитерских изделий (торты, пирожные). Для этих целей изготавливаются вафельные изделия в форме листов, коржей, стаканчиков, трубочек, рожков.

## Изделия из вафель

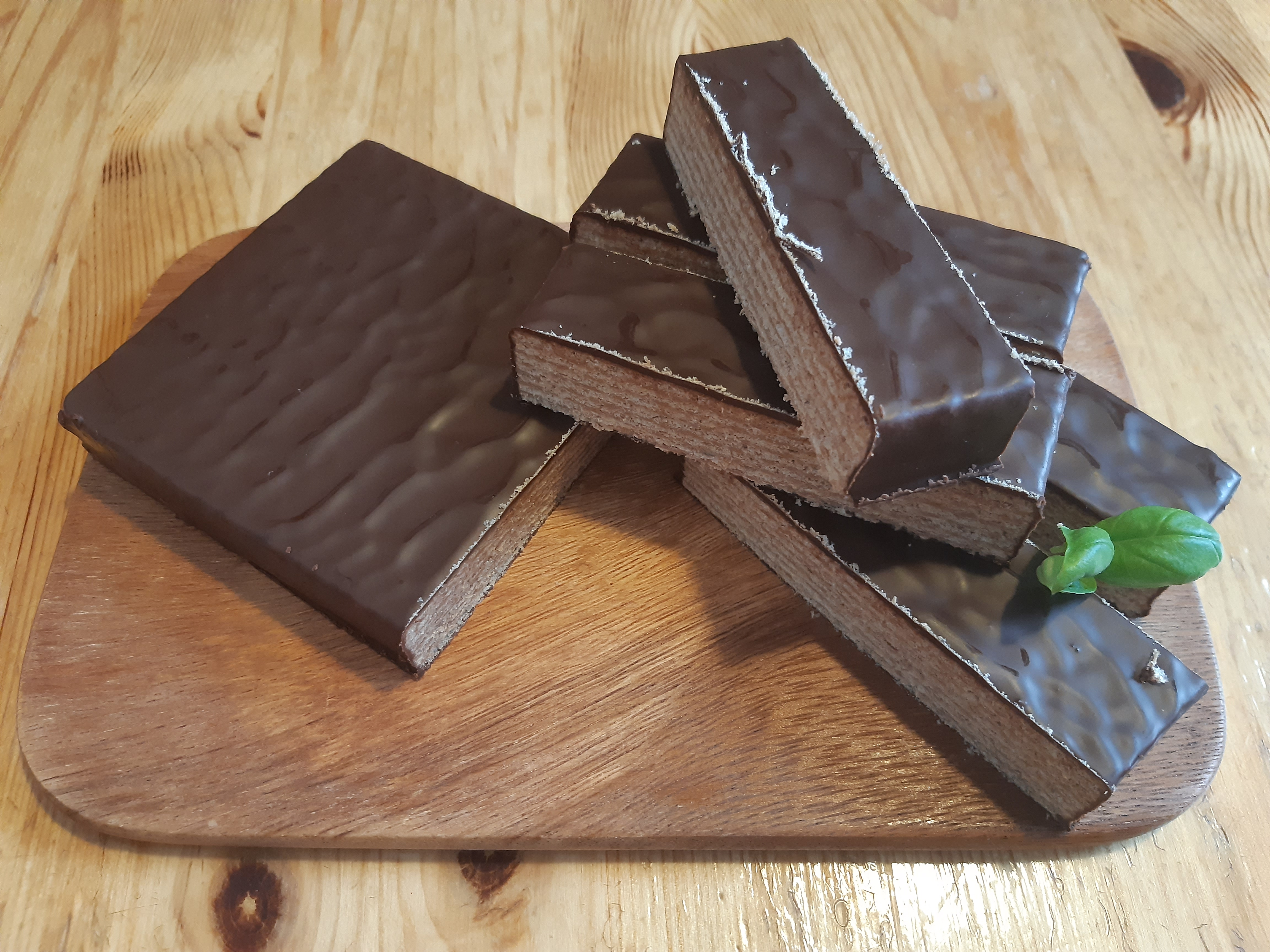
Вафельный торт
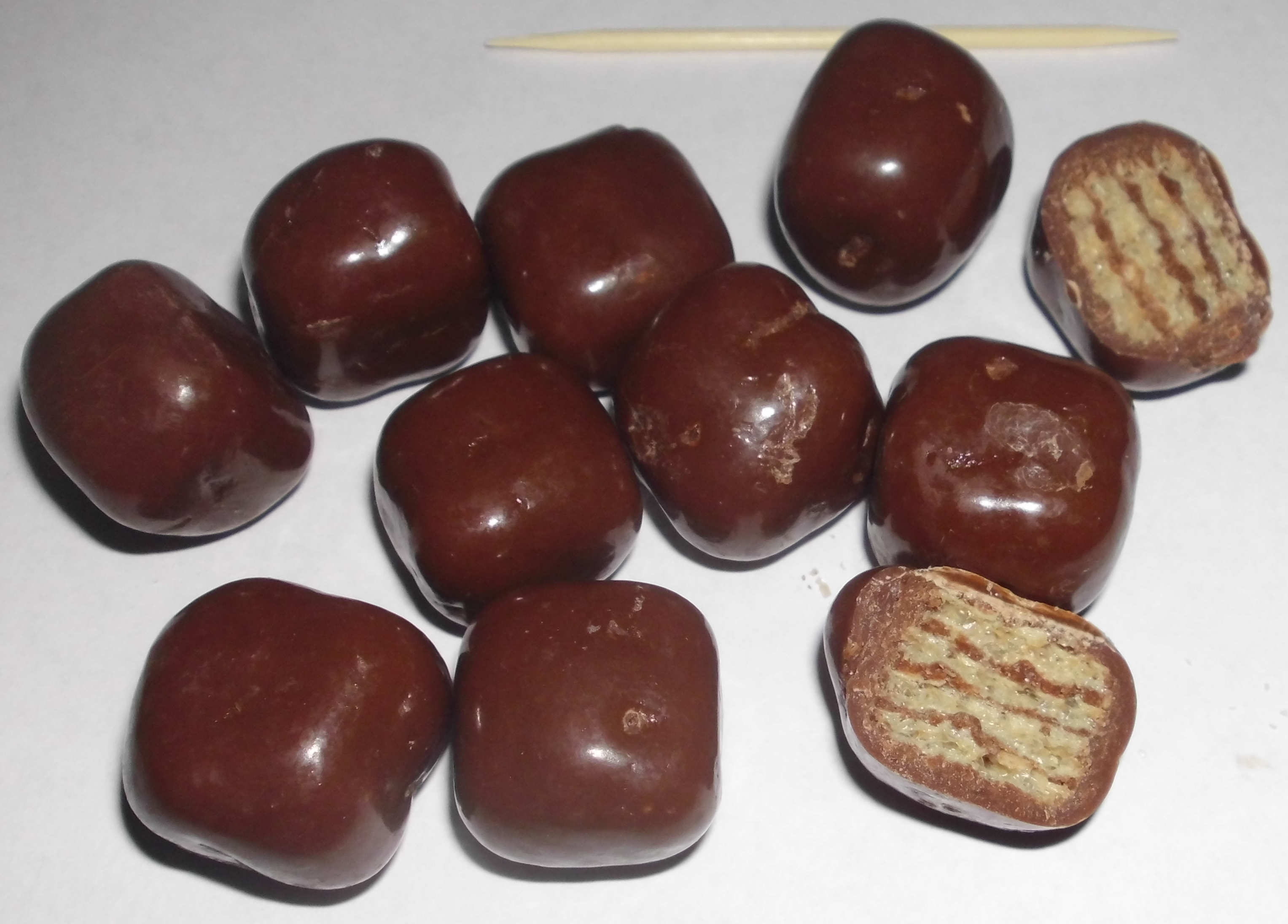
Вафельные конфеты
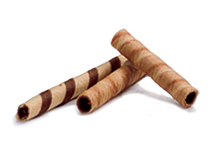
Вафельные трубочки
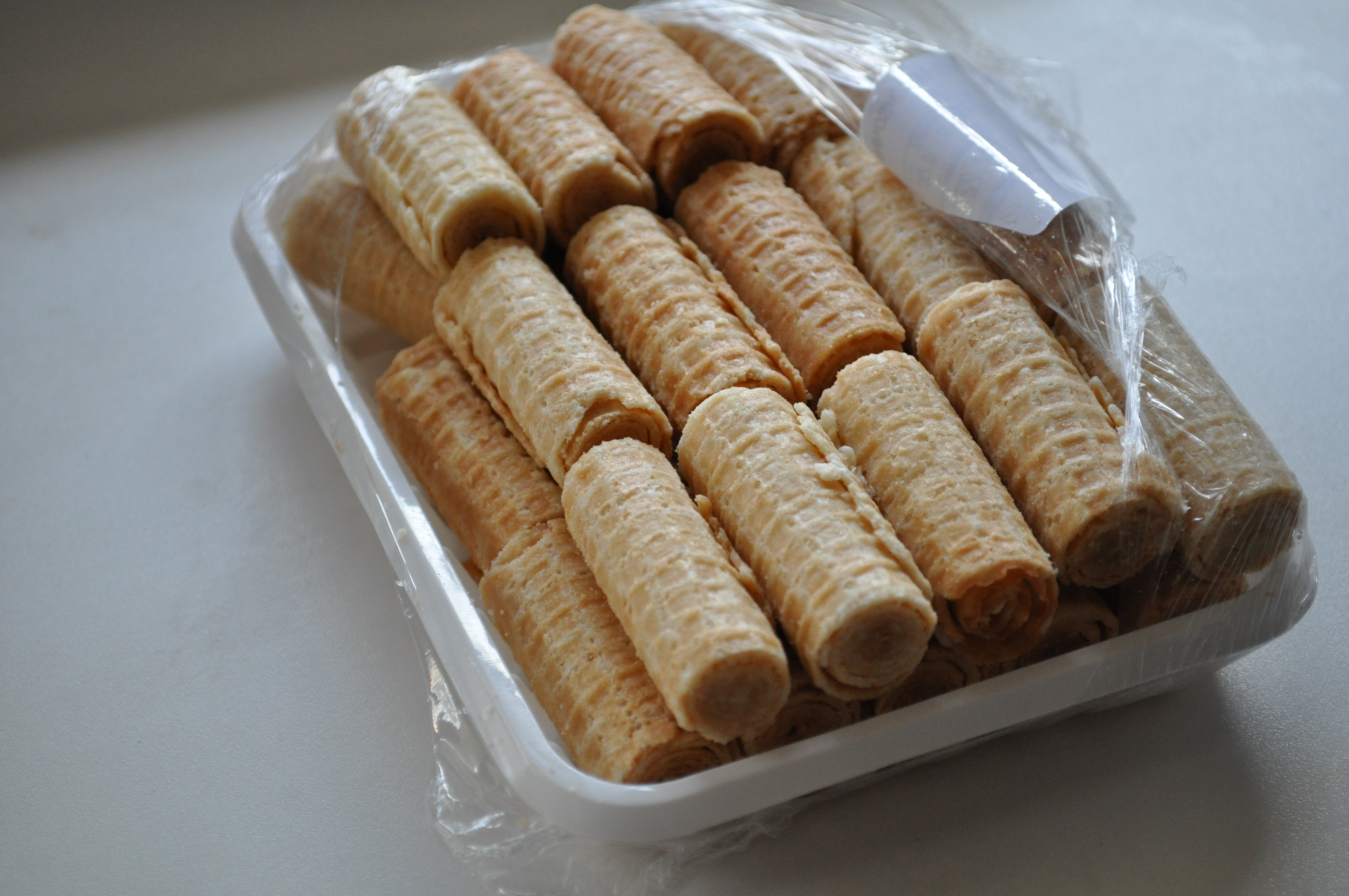
Вафельные рулетики
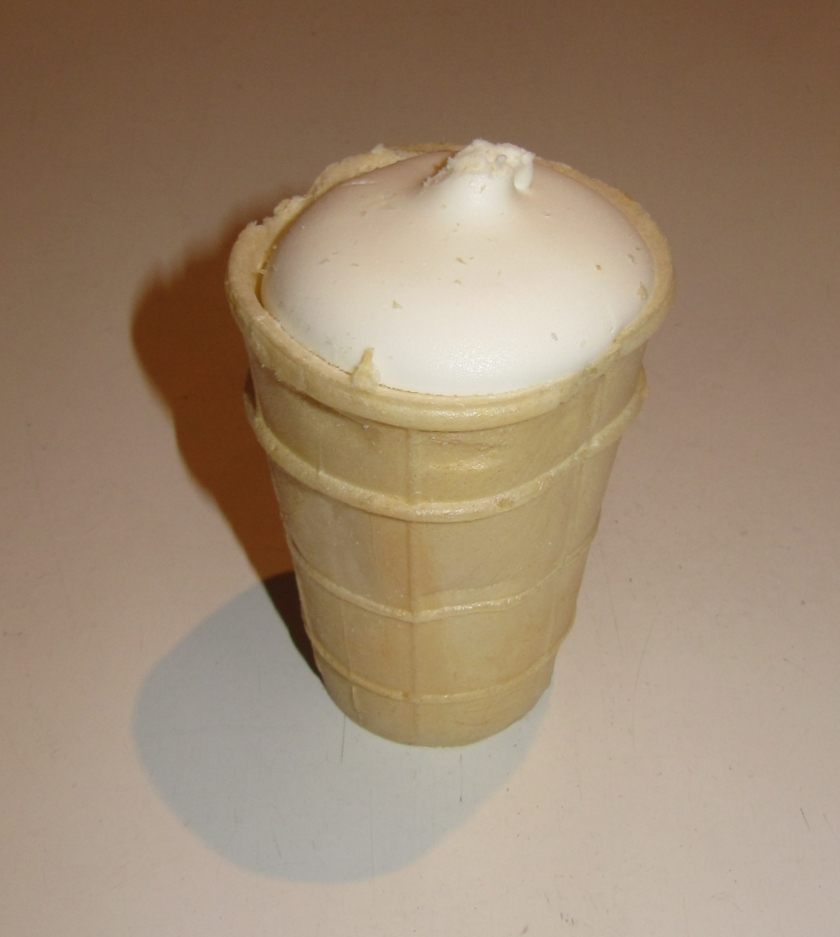
Мороженое в вафельном стаканчике

## Разновидности вафель
- Бельгийские вафли (в самой Бельгии называются Брюссельскими) — мягкие, сладкие вафли прямоугольной формы. Их готовят с использованием дрожжей и взбитых яичных белков. К столу бельгийские вафли принято подавать в горячем виде с ягодами, шоколадным сиропом или шариком мороженого[6].
  - Американские вафли — являются разновидностью бельгийских (см.). Популярность в Америке завоевали в 1960-х годах, куда их привезли бельгийские кондитеры. Имеют большой размер и круглую форму. По консистенции и способам сервировки ничем не отличаются от бельгийских, но вместо дрожжей и сливочного масла в них обычно добавляют разрыхлители и маргарин[6].
  - Льежские вафли — одна из разновидностей бельгийских вафель. Они более твердые и плотные, отличительной чертой является овальная форма и большое содержание сахара[6].
- Венские вафли — термин используется на постсоветском пространстве для обозначения Бельгийских вафель (Брюссельских). В самой Вене, за пределами ресторанов бельгийской кухни, бельгийские вафли не распространены. Венскими вафлями в Австрии могут назвать вафли неаполитанские (смотри ниже).
- Голландские вафли, или стропвафли — сухие, сладкие вафли. Первые голландские вафли были приготовлены с добавлением коричневого сахара: внешне они представляли собой кружки, начиненные карамельным сиропом, который, застывая, склеивал вафельные листы и образовывал между ними тягучую сладкую начинку[7].
- Испанские вафли — полые внутри, скрученные в трубочку или конус.
- Гонконгские вафли — мягкие, сладкие вафли характерной формы. Могут употребляться сами по себе, но обычно сворачиваются в конус или рожок, который щедро заполняется начинкой, такой же, как и для бельгийских вафель (фрукты, ягоды, мороженое, шоколад и так далее).
- Картофельные вафли — мягкие, несладкие вафли. Основным ингредиентом этого блюда являются картофельные хлопья[6]. Характерны для Великобритании и Ирландии.
- Итальянские пиццелли — традиционно имеют круглую форму и ароматизируются анисом. Могут быть как твёрдыми, так и мягкими, в последнем случае могут сворачиваться на манер канноли. В целом, в Италии существует тенденция называть словом «пиццелли» и другие разновидности вафель, в том числе бельгийские.
- Неаполитанские вафли, также известные, как многослойные вафли, советские или русские вафли — тонкие сухие вафли со сладкой начинкой. Возникли в самом конце XIX века в Вене; первой начинкой был лесной орех (фундук) из Неаполя (откуда и название). В промышленных масштабах производились в СССР.
- Польские вафли или облатки — очень тонкие и сухие, связаны с католическими праздниками и обычно несут на себе изображение религиозного характера. Употребляются по праздникам в Польше, Словакии, Литве и сопредельных странах. Облатки не следует путать с гостией, католическим аналогом просфоры.
- Чешские вафли или Карловарские облатки (Lázeňská oplatka) — чешский аналог польских вафель. Карловарские облатки, в отличие от других европейских вафель, практически нереально встретить нигде кроме Чехии[7].
- Норвежские вафли, или крумкаке — в состав крумкаке входит всего пять ингредиентов: мука, масло, яйца, сахар и сливки[7].
- Вафли с хот-догами — это длинные вафли с приготовленным внутри них хот-догом, похожим на корн-дог. Эта закуска, родом из Таиланда, подаётся с кетчупом, майонезом или с ними обоими. Тесто похоже на американские вафли, но в нём используется маргарин вместо масла[8].

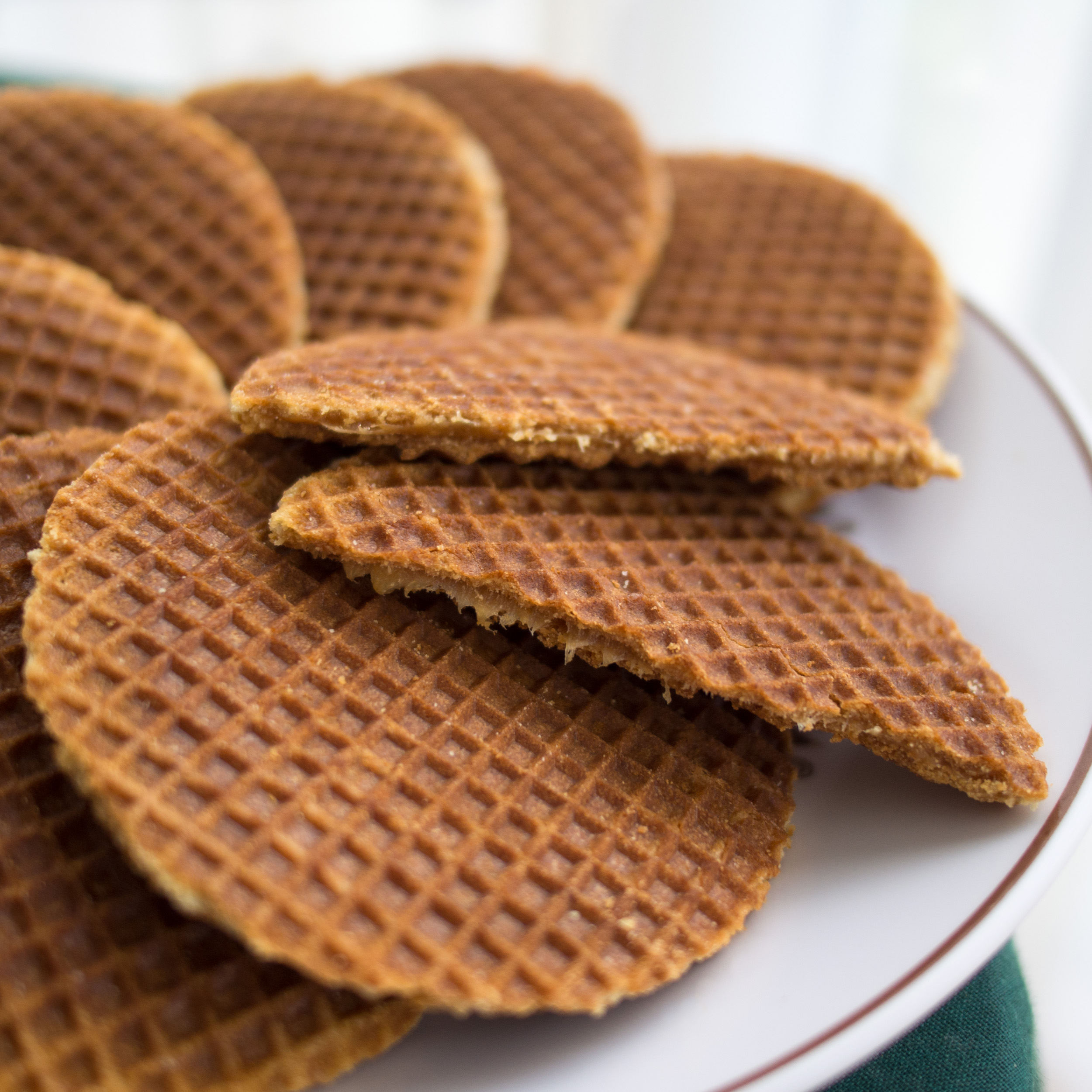
Голландские вафли
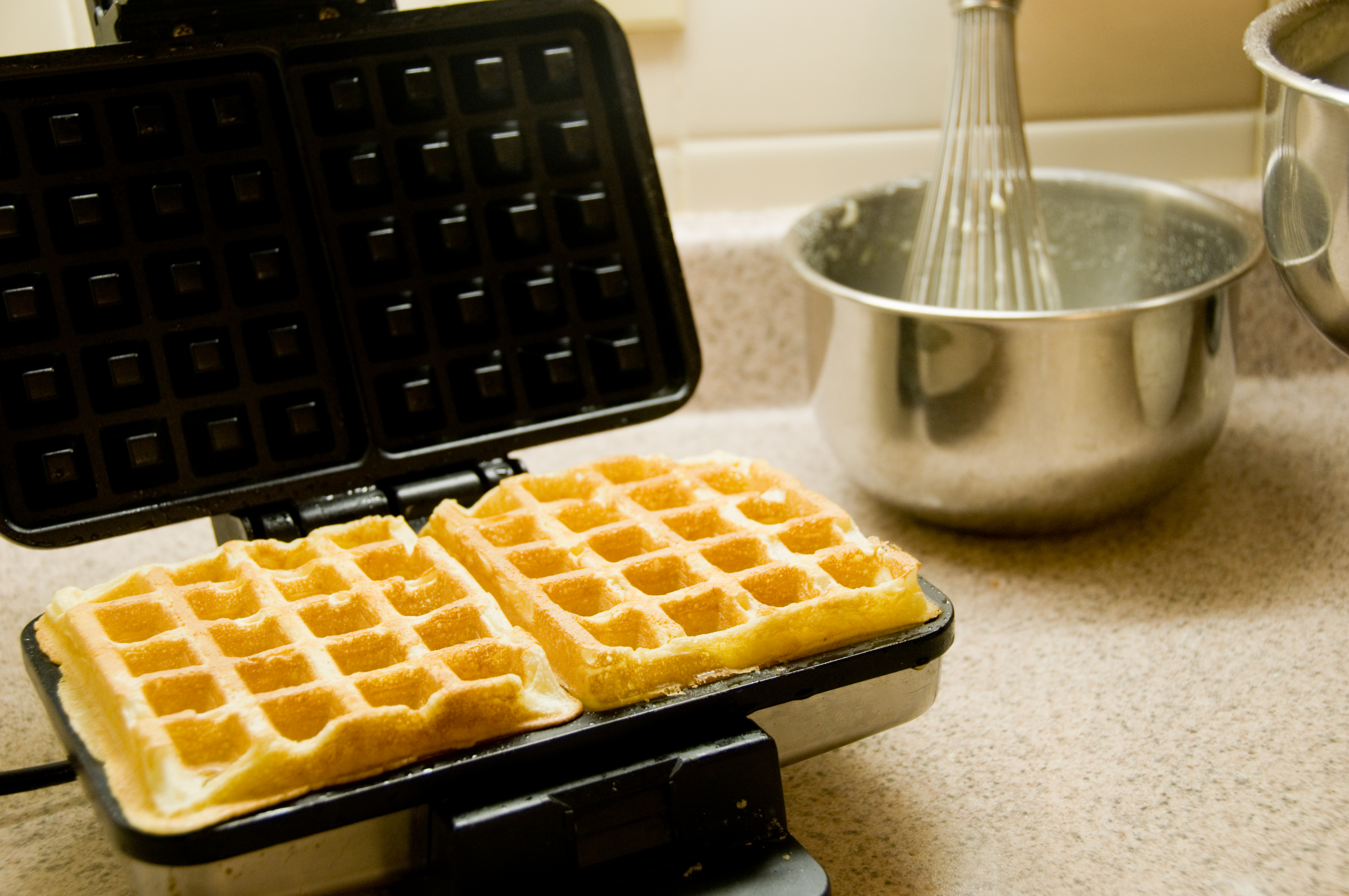
Бельгийские вафли в электровафельнице
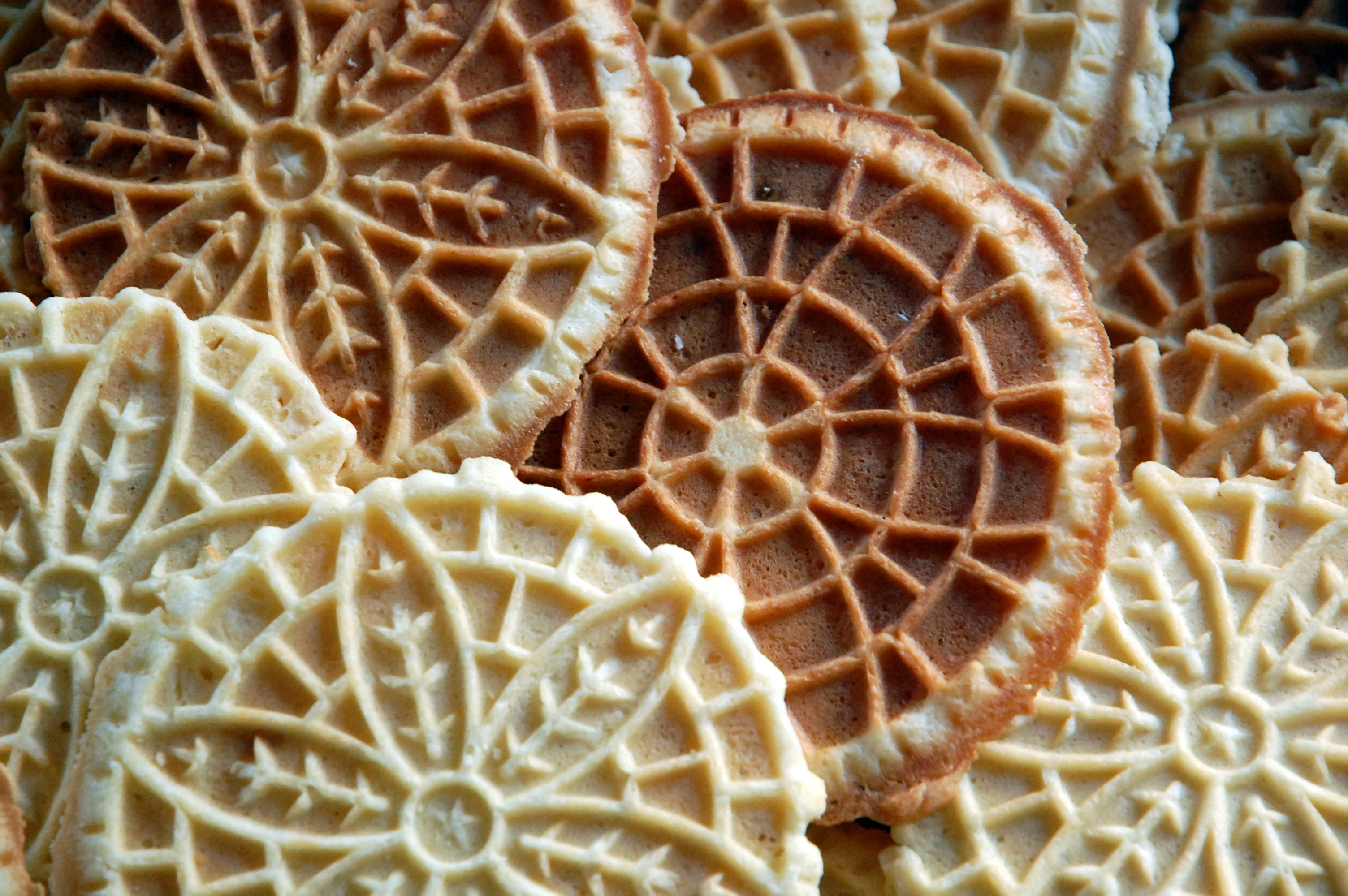
Итальянские пиццелли